# Merjenje kroga
Merjenje kroga (starogrško Κύκλου μέτρησις: Kuklou mētresis) je Arhimedova razprava, v kateri predstavlja tri svoje trditve. Razprava je odlomek njegovega obširnejšega dela.

## Trditve

### Prva trditev
- Ploščina katerega koli kroga je enaka ploščini pravokotnega trikotnika, v katerem je ena kateta enaka polmeru kroga, druga pa njegovemu obsegu:

{\displaystyle p={\frac {or}{2}}\!\,.}
Trditev je dokazal z metodo izčrpavanja.

### Druga trditev
- Razmerje med ploščino kroga in kvadratom njegovega premera je 11:14.

Trditev morda ni Arhimedova, ker temelji na rezultatu njegove tretje trditve.

### Tretja trditev
- Razmerje med obsegom katerega koli kroga in njegovim premerom je večje od {\displaystyle 3{\tfrac {10}{71}}} in manjše od {\displaystyle 3{\tfrac {1}{7}}}.

Približek se sedaj imenuje matematična konstanta π, Arhimedova konstanta, Ludolfovo število ali krožna konstanta. Do rezultata je prišel z računanjem obsegov krogu včrtanega in podobnega očrtanega pravilnega 96-kotnika.

### Kvadratni koren števila 3
Razprava vsebuje tudi točen približek kvadratnega korena števila 3, zapisan z njegovo spodnjo in zgornjo mejo, in druge večje nepopolne kvadratne korene. Zanje Arhimed ni razložil, kako jih je izračunal. √3 je definiral kot:
{\displaystyle {\frac {265}{153}}<{\sqrt {3}}<{\frac {1351}{780}},}
kar je enako:
{\displaystyle 1,{\overline {7320261437908496}}<{\sqrt {3}}<1,73{\overline {205128}}\!\,.}
Absolutni napaki mej sta 0,0000246637780274561... (24,66377×10−6) in 0,000000474482404921872... (474,5×10−9). Znani sta iz raziskovanja Pellove enačbe in konvergentov povezanega verižnega ulomka, kar je vodilo do razprav koliko te teorije števil je bilo dostopno Arhimedu. Razprava gre vsaj do de Lagnyja leta 1723, bolj eksplicitno pa jo je obravnaval Zeuthen. Hultsch (1833–1906) in Hunrath (rojen 1847) sta poudarila, da se meji lahko izračunata hitro s preprostima binomskima mejama na kvadratnih korenih, kar je sorodno metodi s popolnim kvadratom v Evklidovih Elementih (2.4, 7). To metodo je zagovarjal Heath. Čeprav je omenjena samo ena pot do mej, sta v bistvu še dve drugi in meje so neodvisne od metode. Meji se lahko izračunata tudi z iterativno geometrijsko konstrukcijo, ki jo je predlagal Arhimed v delu Ostomahion pri računanju pravilnega dvanajstkotnika. V tem primeru je naloga poiskati racionalne približke funkcije tangensa π/12.